# Hermonassa cecilia
Hermonassa cecilia är en fjärilsart som beskrevs av Butler 1878. Hermonassa cecilia ingår i släktet Hermonassa och familjen nattflyn. Inga underarter finns listade i Catalogue of Life.